# Ngranget
Ngranget is een bestuurslaag in het regentschap Madiun van de provincie Oost-Java, Indonesië. Ngranget telt 1624 inwoners (volkstelling 2010).